# Zi Qu (vattendrag i Kina, lat 32,18, long 96,95)
Zi Qu (kinesiska: 子曲) är ett vattendrag i Kina. Det ligger i den autonoma regionen Tibet, i den sydvästra delen av landet, omkring 620 kilometer nordost om regionhuvudstaden Lhasa.
Genomsnittlig årsnederbörd är 783 millimeter. Den regnigaste månaden är juni, med i genomsnitt 201 mm nederbörd, och den torraste är november, med 3 mm nederbörd.